# Sharon Tate
Sharon Marie Tate (Dallas, 24 gennaio 1943 – Los Angeles, 9 agosto 1969) è stata un'attrice e modella statunitense.
Durante gli anni sessanta recitò in piccoli ruoli per la televisione mentre già lavorava come modella, prima d'intraprendere la carriera cinematografica. Fu acclamata come una delle novità più promettenti di Hollywood e la sua fama crebbe in seguito al matrimonio con il regista franco-polacco Roman Polański, che la scelse come protagonista in Per favore, non mordermi sul collo! (1967), mentre il suo primo ruolo da protagonista fu quello di Jennifer North nel film drammatico statunitense La valle delle bambole (1967), che le valse una candidatura al Golden Globe Award.
Sharon Tate venne uccisa nella sua casa di Benedict Canyon al 10050 di Cielo Drive, insieme a tre amici e ad un ospite del guardiano della villa, dai seguaci di Charles Manson. L'attrice aveva 26 anni ed era a sole due settimane dal parto al momento dell'omicidio.

## Biografia

Firma di Sharon Tate

### Primi anni e soggiorno in Italia
Sharon Tate nacque da Paul James Tate (1922-2005), un colonnello dell'esercito statunitense, e Doris Gwendolyn Willett (1924-1992). Aveva due sorelle: Debra, nata nel 1952 e Patti (1957-2000), morta per tumore al seno. La carriera militare del padre portò la famiglia Tate a numerosi spostamenti, tanto che all'età di 16 anni Sharon aveva vissuto già in sei differenti città. A causa di questi continui trasferimenti, ebbe molte difficoltà a crearsi amicizie, tanto che in famiglia era considerata una ragazza timida e insicura.
All'età di sei anni Sharon vinse il Miss Tiny Tot of Dallas Pageant. Crescendo, cominciò a distinguersi in bellezza e a partecipare a vari concorsi, vincendo nel 1959 il titolo di "Miss Richland, Washington". Avrebbe avuto intenzione di partecipare anche al concorso "Miss Washington", nel 1960, e intraprendere gli studi di psichiatria, ma il padre fu nuovamente trasferito con la famiglia, questa volta in Italia. La famiglia Tate andò ad abitare a Verona, e fu qui che Sharon ottenne una certa notorietà grazie alla pubblicazione di sue fotografie sulla copertina della rivista per militari Stars and Stripes. Nella vicina scuola americana di Vicenza conobbe altri studenti che come lei vivevano esperienze simili e che avevano sofferto per i continui spostamenti. Per la prima volta cominciò a formare amicizie durature.
Nel 1961 Sharon e le amiche, seguendo le riprese del film Le avventure di un giovane, interpretato da Paul Newman, Susan Strasberg e Richard Beymer, che stavano girando alcune scene proprio a Verona, ottennero i ruoli di comparse. Beymer notò Sharon e la incoraggiò a intraprendere la carriera cinematografica, trovandole due primi impieghi: per il cantante Pat Boone e successivamente in uno speciale con lui per la televisione girato a Venezia. Lo stesso anno, a Verona, cominciarono le riprese del film Barabba e Sharon partecipò nuovamente come comparsa: qui l'attore Jack Palance rimase colpito dalla sua bellezza e dal suo atteggiamento, ma il ruolo assegnatole era troppo semplice per giudicarne il talento. Organizzò così un provino a Roma, che però non andò a buon fine.

### Ritorno in America
La famiglia Tate fece ritorno negli Stati Uniti nel 1962 e Sharon si trasferì a Los Angeles, in California, dove contattò l'agente di Richard Beymer, che le procurò lavori in televisione e pubblicità sui giornali. Nel 1963 la presentò a Martin Ransohoff, direttore della casa di produzione Filmways, che la assunse con un contratto di sette anni. Incominciò la gavetta ottenendo piccole parti nelle serie Mister Ed, il mulo parlante e The Beverly Hillbillies. Fu in questo periodo che conobbe l'attore francese Philippe Forquet, con il quale ebbe una relazione travagliata. Nell'ottobre del 1964 conobbe e si fidanzò Jay Sebring, ex marinaio e poi parrucchiere quotatissimo di Hollywood. Sebring le propose di sposarlo, ma lei non accettò.

### Carriera cinematografica

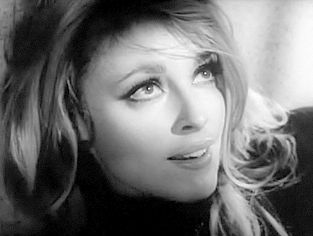
Sharon Tate in Cerimonia per un delitto (1966)

Continuò a fare esperienza con apparizioni minori in televisione, e sul grande schermo in film come Tempo di guerra, tempo d'amore (1964) e Castelli di sabbia (1965), ma alla fine del 1965 ottenne il primo ruolo importante nella pellicola Cerimonia per un delitto, con David Niven, Deborah Kerr, Donald Pleasence e David Hemmings. Tate si recò a Londra per le riprese e qui incontrò Alex Sanders, fondatore della Wicca alexandriana, che la iniziò alla religione neopagana wiccana. Gran parte delle riprese si svolse in Francia, dove rimase da sola dopo che Sebring tornò a Los Angeles per impegni di lavoro.
Dopo le riprese Sharon rimase a Londra, dove frequentò gli ambienti della moda e delle discoteche. Nel luglio del 1966 incontrò il regista Roman Polański, che stava lavorando al suo nuovo film Per favore, non mordermi sul collo! (1967), per il quale avrebbe voluto come protagonista femminile l'attrice Jill St. John ma, dopo l'incontro con Sharon Tate, decise per lei a condizione che indossasse una parrucca rossa, stesso colore di capelli della St. John. Alla fine delle riprese Sharon si trasferì a Londra nell'appartamento di Polański e interruppe la relazione con Jay Sebring, il quale in seguito fece amicizia con Polański e rimase in confidenza con lei.
Tate ritornò negli Stati Uniti per girare il film Piano, piano non t'agitare! (1967) con Tony Curtis e Claudia Cardinale, che però ebbe scarso successo, e venne raggiunta poco dopo da Polański, contattato per dirigere il film Rosemary's Baby - Nastro rosso a New York, tratto dall'omonimo romanzo di Ira Levin. Egli, più tardi, ammise che avrebbe voluto Sharon Tate come protagonista del film, ma i produttori scelsero Mia Farrow. Nel marzo 1967 un articolo sul settimanale Playboy titolava Questo è l'anno di Sharon Tate, e pubblicava le fotografie di nudo scattate da Roman Polański durante la lavorazione di Per favore, non mordermi sul collo! Con due film in uscita e un terzo in produzione (La valle delle bambole), Sharon guardava con ottimismo al futuro.

### Matrimonio con Roman Polański
Alla fine del 1967, Tate e Polański fecero ritorno a Londra, dove furono spesso oggetto di articoli su giornali e riviste. Sharon era considerata come moderna e non convenzionale, e veniva riportata la sua opinione secondo cui tutte le coppie dovessero vivere insieme prima del matrimonio. Si sposarono nel quartiere di Chelsea, a Londra, il 20 gennaio 1968, con grande attenzione da parte del pubblico. Polański era vestito in quello che la stampa descrisse come "sfarzo edoardiano", mentre Sharon indossava un miniabito bianco. La coppia si trasferì a Belgravia. Il fotografo Peter Evans, in seguito, li descrisse come «la coppia imperfetta. Erano il Douglas Fairbanks e la Mary Pickford del nostro tempo. Cool, nomadi, di talento e scioccanti».

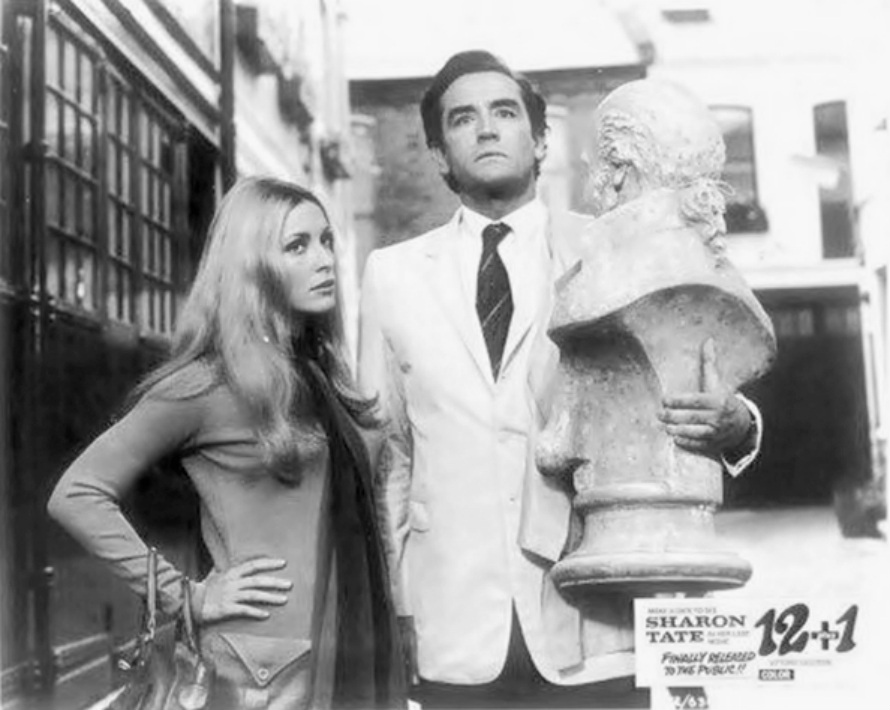
Sharon Tate con Vittorio Gassman nel suo ultimo film, Una su 13 (1969)

Mentre Tate voleva un matrimonio tradizionale, l'atteggiamento di Polański rimase promiscuo e propendeva all'infedeltà. Sharon cominciò a dare meno importanza alla sua carriera, fino a quando Polański disse che voleva essere sposato con una «hippie, non con una casalinga». La coppia allora tornò a Los Angeles e rapidamente riprese a frequentare le persone di successo dell'industria cinematografica, tra cui Steve McQueen, Warren Beatty, Mia Farrow, Peter Sellers, Jacqueline Bisset, Leslie Caron, Joan Collins, Joanna Pettet, Laurence Harvey, Peter Fonda e Jane Fonda, e le vecchie star del cinema come Henry Fonda, Kirk Douglas, Yul Brynner e Danny Kaye, oppure musicisti come Jim Morrison e i Mamas&Papas, o il produttore discografico Terry Melcher e la sua ragazza Candice Bergen. Jay Sebring rimase uno dei compagni più assidui della coppia.
Nell'estate del 1968 Sharon cominciò le riprese del nuovo film, Missione compiuta stop. Bacioni Matt Helm, una commedia per la quale ottenne un ottimo riscontro dalla critica, e venne candidata ai Golden Globe come Attrice rivelazione dell'anno per la sua interpretazione in La valle delle bambole. Appassionata di arti marziali, Sharon era amica di Bruce Lee, che le impartì delle lezioni durante le riprese di Missione compiuta stop. Bacioni Matt Helm. Alla fine del 1968 rimase incinta e il 15 febbraio 1969 lei e Polański si trasferirono nella nuova residenza in Cielo Drive, che era stata precedentemente dei loro amici, Terry Melcher e Candice Bergen, e che loro consideravano la "casa dell'amore".
Incoraggiata dalle recensioni positive sulla sua interpretazione in ruoli comici, Tate scelse di lavorare nel film italiano Una su 13, in cui ebbe l'opportunità di recitare con Orson Welles e Vittorio Gassman. Nel marzo 1969 andò in Italia per cominciare le riprese, mentre Polański si trovava a Londra per visionare le location del film Il giorno del delfino (che verrà poi realizzato da Mike Nichols nel 1973).
Dopo aver terminato le riprese a Roma, Sharon Tate e Polański si ritrovarono a Londra nel loro appartamento per posare con il fotografo Terry O'Neill in occasionali scene domestiche. Un giornalista, in un'intervista alla fine di luglio, domandò a Sharon se credeva nel destino, e lei rispose: «Certo. Tutta la mia vita è stata decisa dal destino. Penso che qualcosa di più potente di noi decida i nostri destini per noi. So una cosa, non ho mai pianificato niente di ciò che mi è successo».
Lei fece poi ritorno a Los Angeles, il 20 luglio 1969, viaggiando sul transatlantico Queen Elizabeth 2, mentre Polański sarebbe dovuto tornare il 12 agosto in tempo per la nascita del loro figlio. Nel frattempo chiese agli amici Wojciech Frykowski e Abigail Folger di restare con Sharon nella loro casa.

### Il soggiorno a Cielo Drive e la morte
L'8 agosto 1969 Sharon Tate era a sole due settimane dal parto. Nella sua villa aveva invitato per il pranzo due amiche, l'attrice Joanna Pettet e Barbara Lewis, confidando loro il proprio dispiacere per il ritardo da Londra del marito Roman, nonostante lui nel pomeriggio le avesse telefonato. Le telefonò anche la sorella minore Debra, per chiederle se lei e la loro sorella Patty potessero trascorrere la notte con lei, a casa sua; Sharon tuttavia non accettò, avanzando come motivazione del rifiuto il fatto d'essere molto stanca. In serata, però, andò al suo ristorante preferito, El Coyote, con gli amici Jay Sebring, Wojciech Frykowski e Abigail Folger, facendo ritorno a casa approssimativamente verso le 22:30.
Durante quella stessa notte, Sharon Tate fu assassinata nella propria villa insieme a Folger, Sebring e Frykowski dai membri della Manson Family. I corpi massacrati furono scoperti soltanto il giorno dopo da Winifred Chapman, cameriera di Sharon. Giunta sulla scena del delitto, la polizia trovò anche il corpo di un giovane, più tardi identificato come Steven Parent, ucciso con dei colpi di revolver nella propria auto, parcheggiata sulla strada, in un fallito tentativo di fuga. I corpi di Sharon Tate e di Sebring furono rinvenuti all'interno della casa, nel soggiorno (quello di Sharon a fianco al divano), uniti da una lunga corda legata intorno al collo. Sul prato antistante, giacevano i corpi di Frykowski e Folger. Tutte le vittime, eccetto Parent, erano state pugnalate più volte. Il rapporto del medico legale riguardante Sharon Tate riporta che fu pugnalata sedici volte e che cinque delle ferite erano di per sé mortali.
La polizia trattenne per interrogarlo l'unico sopravvissuto alla carneficina, il custode William Garretson, il quale viveva nella dépendance destinata agli ospiti e situata a poca distanza, ma non di immediata visibilità, sul terreno della proprietà. Come primo sospettato, fu interrogato e sottoposto a un esame con la macchina della verità. Garretson dichiarò che Parent gli fece visita approssimativamente alle ore 23:30 e che andò via dopo alcuni minuti. In aggiunta a ciò, dichiarò di non avere alcun coinvolgimento negli omicidi e di non sapere nulla di utile alle indagini. La polizia accettò la sua versione e lo rilasciò.
Informato dell'omicidio, Polański tornò a Los Angeles, dove la polizia, non trovando un movente per il delitto, lo interrogò riguardo a sua moglie e agli amici. I funerali delle cinque vittime ebbero luogo il 13 agosto. Alla polizia occorreranno tre mesi per arrivare alla pista giusta. I membri della banda Manson furono arrestati sia per la strage avvenuta a casa Polanski-Tate sia per l'omicidio dei coniugi La Bianca avvenuti nelle ore successive. Nel 1971 vennero condannati a morte, ma la pena fu commutata in ergastolo dopo che la Corte Suprema dello Stato della California abolì la legge sulla pena di morte.

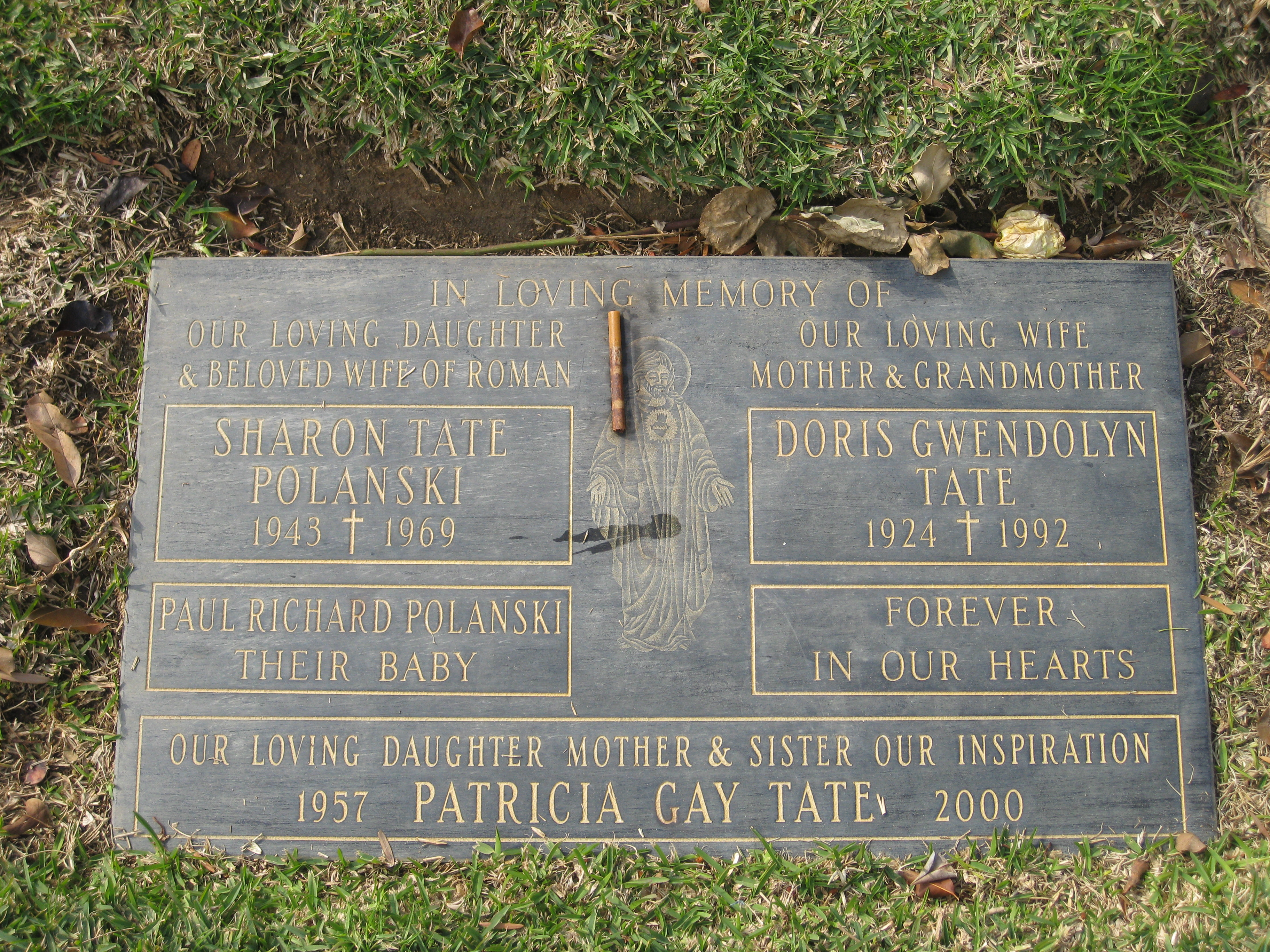
La tomba di famiglia dei Tate nell'Holy Cross Cemetery di Culver City, California

Sharon Tate venne sepolta nella Holy Cross Cemetery, a Culver City, in California, con il suo bambino, Paul Richard Polański, tra le braccia.

## Nella cultura di massa
Nel 2009, l'artista contemporaneo americano Jeremy Kenyon Lockyer Corbell ha presentato una mostra d'arte multimediale mista completa intitolata ICON: Life Love & Style of Sharon Tate in onore del 40º anniversario della morte di Tate. Con la benedizione della famiglia Tate, Corbell ha creato una mostra d'arte storica di 350 pezzi che celebra lo stile e la vita di Tate. La presentazione basata su arte e moda ha mostrato immagini del guardaroba mai rivelato prima di Tate da designer come Christian Dior, Thea Porter, Ossie Clark e Yves Saint Laurent.
Tate è stata anche interpretata da più attrici nei decenni successivi alla sua morte, principalmente in progetti che fanno riferimento o riguardano esplicitamente la famiglia Manson e gli omicidi del 1969. Tra le attrici che l'hanno interpretata ci sono:
- Whitney Dylan in Helter Skelter, un film per la televisione del 2004 basato sull'omonimo libro di saggistica del procuratore Vincent Bugliosi e dello scrittore Curt Gentry.
- Amanda Brooks in Aquarius, una serie televisiva statunitense ambientata alla fine degli anni '60, andata in onda per due stagioni dal 2015 al 2016.
- Katie Cassidy in 10050 Cielo Drive, pellicola horror del 2016 vagamente basata sugli omicidi della famiglia Manson.
- Rachel Roberts nella settima stagione della serie televisiva American Horror Story nel 2017.
- Grace Van Dien in Charlie Says, pellicola drammatica del 2018.
- Hilary Duff in Sharon Tate - Tra incubo e realtà, pellicola horror del 2019.[13]
- Margot Robbie in C'era una volta a... Hollywood, film del 2019 diretto da Quentin Tarantino, che è un'interpretazione alternativa degli omicidi di Manson.[14] Tate appare anche come personaggio nel romanzo d'esordio di Tarantino C'era una volta a Hollywood, un'espansione della storia nel suo film con lo stesso nome.

Nella musica, l'attrice è stata menzionata nelle battute di apertura di It's Too Late della Jim Carroll Band e nella canzone Leaving It Up to You dell'artista John Cale. Viene anche citata per nome nella poesia In the Hills of Benedict Canyon della musicista Lana Del Rey dalla sua raccolta di poesie Violet Bent Backwards over the Grass.

## Filmografia

### Attrice

#### Cinema
- Barabba (Barabbas), regia di Richard Fleischer (1961) – non accreditata
- I moschettieri del mare, regia di Steno (1962) - non accreditata
- Le avventure di un giovane (Hemingway's Adventures of a Young Man), regia di Martin Ritt (1962) – non accreditata
- Tempo di guerra, tempo d'amore (The Americanization of Emily), regia di Arthur Hiller (1964) – non accreditata
- Castelli di sabbia (The Sandpiper), regia di Vincente Minnelli (1965) – non accreditata
- Cerimonia per un delitto (Eye of the Devil), regia di J. Lee Thompson (1966)
- Per favore, non mordermi sul collo! (The Fearless Vampire Killers), regia di Roman Polański (1967)
- Piano, piano non t'agitare! (Don't Make Waves), regia di Alexander Mackendrick (1967)
- La valle delle bambole (Valley of the Dolls), regia di Mark Robson (1967)
- Missione compiuta stop. Bacioni Matt Helm (The Wrecking Crew), regia di Phil Karlson (1969)
- Una su 13 (12 + 1), regia di Nicolas Gessner, Luciano Lucignani (1969) (distribuito postumo)

#### Televisione
- Mister Ed, il mulo parlante (Mister Ed) – serie TV, episodi 4x03-4x11 (1963)
- Organizzazione U.N.C.L.E. (The Man from U.N.C.L.E.) – serie TV, episodio 1x28 (1965)
- The Beverly Hillbillies – serie TV, 15 episodi (1963-1965)

### Se stessa
- All Eyes on Sharon Tate (1967)
- Valley of the Dolls: A World Première Voyage – documentario TV (1967)
- Mia and Roman (1968)
- Jacqueline Susann and the Valley of the Dolls – documentario TV (1968)
- Wedding of the Doll (1968)
- Playboy After Dark – programma TV, episodio 1x04 (1969)
- Ciao, Federico!, regia di Gideon Bachmann (1971) (postumo)

## Riconoscimenti
- Golden Globe
  - 1968 – Candidatura alla migliore attrice debuttante per La valle delle bambole[15]
- Laurel Awards
  - 1968 – Candidatura al miglior nuovo volto femminile (4º posto)

## Doppiatrici italiane
Nelle versioni in italiano dei suoi film, Sharon Tate è stata doppiata da:
- Vittoria Febbi in Per favore, non mordermi sul collo, La valle delle bambole
- Melina Martello in Piano, piano non t'agitare!
- Fiorella Betti in Missione compiuta stop. Bacioni Matt Helm
- Laura Gianoli in Una su 13